# Малкоч (Болгарія)
Малко́ч (болг. Малкоч) — село в Кирджалійській області Болгарії. Входить до складу общини Кирково.

## Населення
За даними перепису населення 2011 року у селі проживали 299 осіб, з них 298 осіб (99,7%) — турки.
Розподіл населення за віком у 2011 році:
Динаміка населення: